# Calopteryx cornelia
Calopteryx cornelia är en trollsländeart som beskrevs av Selys 1853. Calopteryx cornelia ingår i släktet Calopteryx och familjen jungfrusländor. IUCN kategoriserar arten globalt som livskraftig. Inga underarter finns listade i Catalogue of Life.

## Bildgalleri

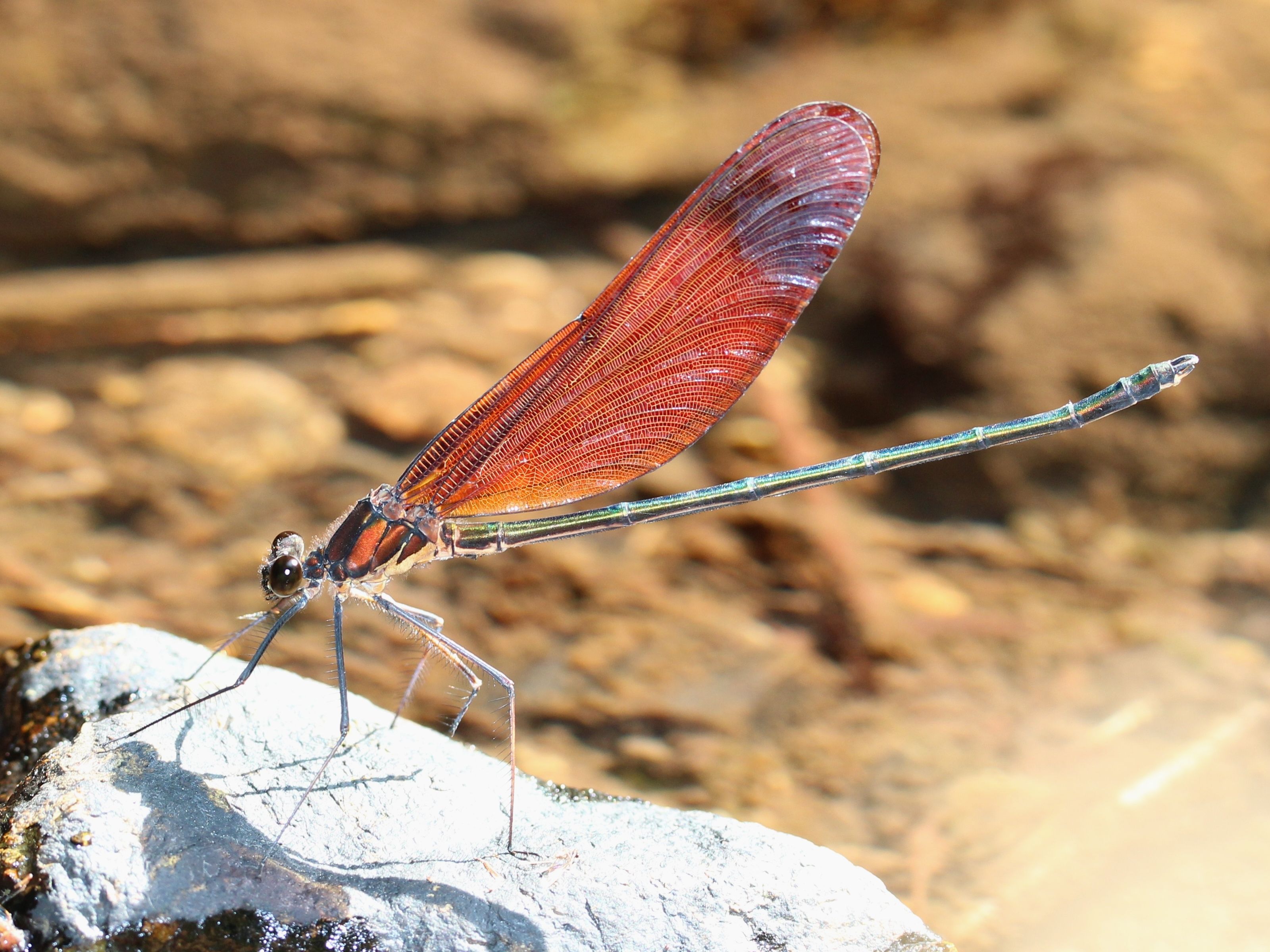
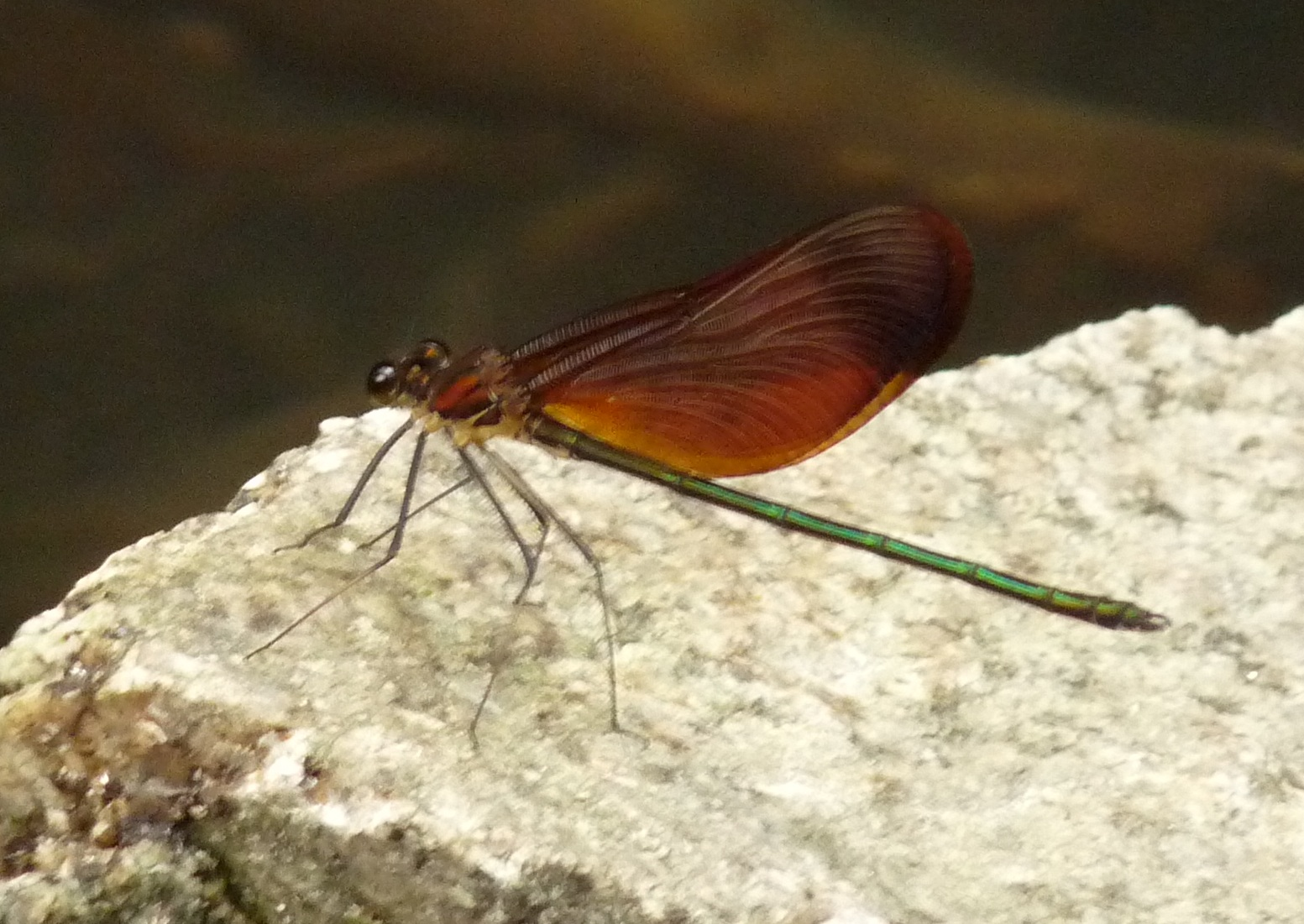
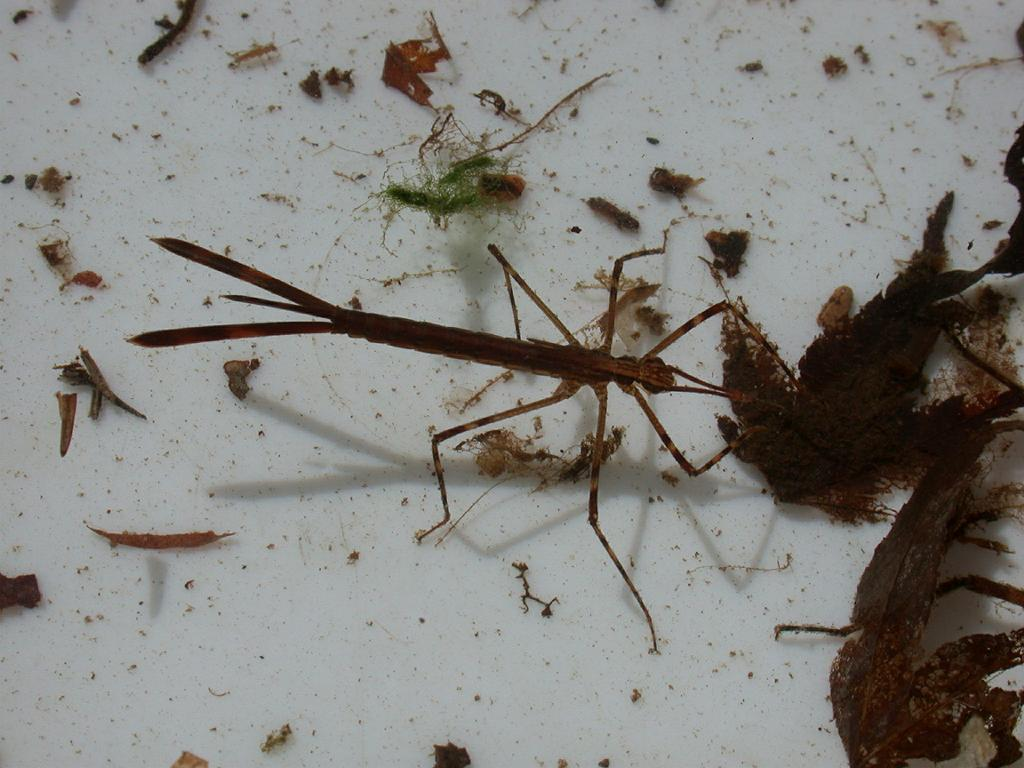